# Französische Rugby-Union-Meisterschaft 2009/10
Die Saison 2009/10 war die 111. Austragung der französischen Rugby-Union-Meisterschaft (französisch Championnat de France de rugby à XV). Sie umfasste 14 Mannschaften in der obersten Liga Top 14 und 16 Mannschaften in der zweithöchsten Liga Pro D2.

## Top 14
Die reguläre Saison der Top 14 umfasste 26 Spieltage (je eine Vor- und Rückrunde). Sie begann am 14. August 2009 und dauerte bis zum 25. April 2010. Die zwei bestplatzierten Mannschaften qualifizierten sich direkt für das Halbfinale und trafen dort auf die Gewinner der Viertelfinalspiele, die zwischen den Dritt- bis Sechstplatzierten ausgetragen wurden. Im Endspiel, das am 29. Mai 2010 im Stade de France in Saint-Denis stattfand, trafen die zwei Halbfinalsieger aufeinander und spielten um den Bouclier de Brennus. Dabei setzte sich die ASM Clermont Auvergne gegen die USA Perpignan durch und konnte nach zehn vergeblichen Anläufen erstmals den Meistertitel erringen. Als letztplatzierte Mannschaft musste der SC Albi in die Pro D2 absteigen. Die US Montauban erhielt aufgrund finanzieller Probleme keine Profilizenz und wurde in die Fédérale 1 zwangsrelegiert, wodurch das schlechter klassierte Aviron Bayonnais dem Abstieg entging.

### Tabelle
M = Amtierender Meister

A = Aufsteiger
|     | Team                      | Spiele | Siege | Unent. | Ndlg. | Spiel- punkte | Diff. | Bonus- punkte | Tabellen- punkte |
| --- | ------------------------- | ------ | ----- | ------ | ----- | ------------- | ----- | ------------- | ---------------- |
| 1.  | USA Perpignan (M)         | 26     | 17    | 0      | 9     | 582:412       | + 170 | 12            | 80               |
| 2.  | RC Toulon                 | 26     | 18    | 1      | 7     | 541:456       | + 85  | 6             | 80               |
| 3.  | ASM Clermont Auvergne     | 26     | 15    | 3      | 8     | 644:414       | + 230 | 12            | 78               |
| 4.  | Stade Toulousain          | 26     | 15    | 1      | 10    | 524:359       | + 165 | 12            | 74               |
| 5.  | Castres Olympique         | 26     | 14    | 3      | 9     | 542:398       | + 144 | 11            | 73               |
| 6.  | Racing Métro 92 (A)       | 26     | 14    | 1      | 11    | 518:530       | − 12  | 6             | 64               |
| 7.  | Biarritz Olympique        | 26     | 12    | 0      | 14    | 471:442       | + 29  | 10            | 58               |
| 8.  | Stade Français            | 26     | 10    | 4      | 12    | 600:572       | + 28  | 10            | 58               |
| 9.  | CA Brive                  | 26     | 11    | 2      | 13    | 459:513       | − 54  | 10            | 58               |
| 10. | Montpellier Hérault Rugby | 26     | 13    | 0      | 13    | 453:574       | − 121 | 3             | 55               |
| 11. | CS Bourgoin-Jallieu       | 26     | 11    | 1      | 14    | 407:591       | − 184 | 4             | 50               |
| 12. | US Montauban              | 26     | 10    | 2      | 14    | 422:525       | − 103 | 5             | 49               |
| 13. | Aviron Bayonnais          | 26     | 9     | 0      | 17    | 492:490       | + 2   | 11            | 47               |
| 14. | SC Albi (A)               | 26     | 4     | 0      | 22    | 349:728       | − 379 | 8             | 24               |

Die Punkte werden wie folgt verteilt:
- 5 Punkte bei einem Forfaitsieg
- 4 Punkte bei einem Sieg
- 2 Punkte bei einem Unentschieden
- 0 Punkte bei einer Niederlage (vor möglichen Bonuspunkten)
- −2 Punkte bei einer Forfaitniederlage
- 1 Bonuspunkt bei drei Versuchen mehr als der Gegner
- 1 Bonuspunkt bei einer Niederlage mit weniger als sieben Punkten Unterschied

### Finalphase

#### Viertelfinale
| 7. Mai 2010 20:45 | ASM Clermont Auvergne                                                | 21 : 17       | Racing Métro 92 | Stade Marcel-Michelin, Clermont-Ferrand Zuschauer: 15.811 Schiedsrichter: Pascal Gaüzère |
| 7. Mai 2010 20:45 | Straftritte: James (2/4) 3., 21. Parra (5/5) 48., 60., 62., 70., 75. | (6:5) Bericht | Versuche: Cronjé 38. n.erh. Straftritte: Wisniewski (1/2) 41. Steyn (1/1) 46. Dropgoals: Wisniewski (1/1) 53. Steyn (1/1) 62. | Stade Marcel-Michelin, Clermont-Ferrand Zuschauer: 15.811 Schiedsrichter: Pascal Gaüzère |

| 8. Mai 2010 16:30 | Stade Toulousain | 35 : 12        | Castres Olympique                            | Stadium Municipal, Toulouse Zuschauer: 34.594 Schiedsrichter: Jean-Pierre Matheu |
| 8. Mai 2010 16:30 | Versuche: Médard 2. erh. Clerc (2) 15. erh., 64. n.erh. David 69. erh. Erhöhungen: Élissalde (2/2) Fritz (1/2) Straftritte: Élissalde (3/4) 26., 52., 59. | (17:6) Bericht | Straftritte: Teulet (4/4) 20., 31., 41., 55. | Stadium Municipal, Toulouse Zuschauer: 34.594 Schiedsrichter: Jean-Pierre Matheu |

#### Halbfinale
| 14. Mai 2010 21:00 | USA Perpignan                                                | 21 : 13        | Stade Toulousain                                                                   | Stade de la Mosson, Montpellier Zuschauer: 32.204 Schiedsrichter: Romain Poite |
| 14. Mai 2010 21:00 | Straftritte: Porical (7/8) 10., 17., 22., 43., 51., 63., 78. | (9:13) Bericht | Versuche: Bézy 8. erh. Erhöhungen: Skrela (1/1) Straftritte: Skrela (2/2) 19., 27. | Stade de la Mosson, Montpellier Zuschauer: 32.204 Schiedsrichter: Romain Poite |

| 15. Mai 2010 16:30 | RC Toulon | 29 : 35 n. V.        | ASM Clermont Auvergne | Stade Geoffroy-Guichard, Saint-Étienne Zuschauer: 33.609 Schiedsrichter: Jérôme Garcès |
| 15. Mai 2010 16:30 | Versuche: S.B. Williams 74. erh. Cibray 98. erh. Erhöhungen: Wilkinson (2/2) Straftritte: Wilkinson (4/6) 3., 32., 63., 78. Dropgoals: Wilkinson (1/1) 13. | (9:6, 22:22) Bericht | Versuche: Sirakaschwili 68. erh. Malzieu 94. erh. Erhöhungen: Parra (1/1) James (1/1) Straftritte: Parra (4/5) 28., 47., 50., 58. James (1/1) 90. Dropgoals: Floch (1/1) 6. James (1/2) 91. | Stade Geoffroy-Guichard, Saint-Étienne Zuschauer: 33.609 Schiedsrichter: Jérôme Garcès |

#### Finale
| 29. Mai 2010 21:00 | USA Perpignan                       | 6 : 19         | ASM Clermont Auvergne                                                                                               | Stade de France, Saint-Denis Zuschauer: 79.262 Schiedsrichter: Christophe Berdos |
| 29. Mai 2010 21:00 | Straftritte: Porical (2/6) 20., 26. | (6:13) Bericht | Versuche: Nalaga 15. erh. Erhöhungen: Parra (1/1) Straftritte: Parra (3/6) 10., 27., 62. Dropgoals: Floch (1/1) 68. | Stade de France, Saint-Denis Zuschauer: 79.262 Schiedsrichter: Christophe Berdos |

| 15                 | Jérôme Porical            |             |
| 14                 | Adrien Planté             |             |
| 13                 | David Marty               |             |
| 12                 | Maxime Mermoz             |             |
| 11                 | Christophe Manas          |             |
| 10                 | Gavin Hume                | 53.         |
| 09                 | Nicolas Durand            | 59.         |
| 08                 | Jean-Pierre Pérez         | 52.         |
| 07                 | Henry Tuilagi             | 45. 52. 56. |
| 06                 | Ovidiu Tonița             |             |
| 05                 | Robins Tchale-Watchou     | 69.         |
| 04                 | Olivier Olibeau           |             |
| 03                 | Nicolas Mas (c)           | 73.         |
| 02                 | Guilhem Guirado           | 54.         |
| 01                 | Perry Freshwater          | 62.         |
| Auswechselspieler: |                           |             |
| 16                 | Marius Tincu              | 54.         |
| 17                 | Jérôme Schuster           | 62.         |
| 18                 | Guillaume Vilaceca        | 56.         |
| 19                 | Grégory Le Corvec         | 45.         |
| 20                 | David Mélé                | 59.         |
| 21                 | Nicolas Laharrague        | 53.         |
| 22                 | Jean-Philippe Grandclaude | 69.         |
| 23                 | Kisi Pulu                 | 73.         |
| Trainer:           |                           |             |
| Jacques Brunel     |                           |             |

| 15                 | Anthony Floch         |         |
| 14                 | Napolioni Nalaga      |         |
| 13                 | Aurélien Rougerie (c) |         |
| 12                 | Marius Joubert        |         |
| 11                 | Julien Malzieu        |         |
| 10                 | Brock James           |         |
| 09                 | Morgan Parra          |         |
| 08                 | Elvis Vermeulen       |         |
| 07                 | Alexandre Lapandry    | 59.     |
| 06                 | Julien Bonnaire       |         |
| 05                 | Thibaut Privat        | 52.     |
| 04                 | Jamie Cudmore         |         |
| 03                 | Martín Scelzo         | 43. 72. |
| 02                 | Mario Ledesma         | 70.     |
| 01                 | Thomas Domingo        |         |
| Auswechselspieler: |                       |         |
| 16                 | Benoît Cabello        | 70.     |
| 17                 | Dawit Sirakaschwili   | 43. 72. |
| 18                 | Julien Pierre         | 52.     |
| 19                 | Alexandre Audebert    | 59.     |
| 20                 | Kevin Senio           |         |
| 21                 | Tasesa Lavea          |         |
| 22                 | Gonzalo Canale        |         |
| 23                 | Vincent Debaty        |         |
| Trainer:           |                       |         |
| Vern Cotter        |                       |         |

### Statistik

#### Meiste erzielte Versuche
|    | Name               | Versuche | Verein                    |
| -- | ------------------ | -------- | ------------------------- |
| 1. | Sam Gerber         | 9        | Aviron Bayonnais          |
| 2. | Napoleoni Nalaga   | 8        | ASM Clermont Auvergne     |
| 3. | Vincent Clerc      | 7        | Stade Toulousain          |
| 3. | Benjamin Fall      | 7        | Aviron Bayonnais          |
| 3. | Anthony Floch      | 7        | ASM Clermont Auvergne     |
| 3. | Mark Gasnier       | 7        | Stade Français            |
| 3. | Takudzwa Ngwenya   | 7        | Biarritz Olympique        |
| 3. | François Trinh-Duc | 7        | Montpellier Hérault Rugby |

#### Meiste erzielte Punkte
|    | Name                | Punkte | Versuche | Erhöhungen | Penaltys | Dropkicks | Verein                |
| -- | ------------------- | ------ | -------- | ---------- | -------- | --------- | --------------------- |
| 1. | Romain Teulet       | 263    | 2        | 23         | 67       | 2         | Castres Olympique     |
| 2. | Jonny Wilkinson     | 230    | 1        | 21         | 52       | 9         | RC Toulon             |
| 3. | Brock James         | 224    | 1        | 42         | 41       | 4         | ASM Clermont Auvergne |
| 4. | Jonathan Wisniewski | 183    | 2        | 13         | 38       | 11        | Racing Métro 92       |
| 5. | Jérôme Porical      | 181    | 6        | 23         | 35       | 0         | USA Perpignan         |

## Pro D2
Die reguläre Saison der Pro D2 umfasste 30 Spieltage (je eine Vor- und Rückrunde). Sie begann am 29. August 2009 und dauerte bis zum 9. Mai 2010. Als bestplatzierte Mannschaft stieg die SU Agen direkt in die Top 14 auf. Die Mannschaften auf den Plätzen 2 bis 5 bestritten ein Playoff und den zweiten Aufstiegsplatz. Diesen sicherte sich Atlantique Stade Rochelais. Der SC Albi musste in die Amateurliga Fédérale 1 absteigen. Da die US Montauban von der Top 14 direkt in die Fédérale 1 relegiert wurde, entfiel ein Abstiegsplatz in der Pro D2 und der Pays d’Aix RC entging somit dem Abstieg. 

### Tabelle
T = Absteiger Top 14

F = Aufsteiger Fédérale 1
|     | Team                         | Spiele | Siege | Unent. | Ndlg. | Spiel- punkte | Diff. | Bonus- punkte | Tabellen- punkte |
| --- | ---------------------------- | ------ | ----- | ------ | ----- | ------------- | ----- | ------------- | ---------------- |
| 1.  | SU Agen                      | 30     | 21    | 2      | 7     | 724:378       | + 346 | 17            | 105              |
| 2.  | Lyon Olympique Universitaire | 30     | 18    | 6      | 6     | 644:431       | + 213 | 10            | 94               |
| 3.  | Atlantique Stade Rochelais   | 30     | 19    | 2      | 9     | 607:396       | + 211 | 14            | 94               |
| 4.  | US Oyonnax                   | 30     | 20    | 0      | 10    | 579:452       | + 127 | 9             | 89               |
| 5.  | Section Paloise              | 30     | 16    | 5      | 9     | 545:425       | + 120 | 10            | 84               |
| 6.  | FC Grenoble                  | 30     | 16    | 5      | 9     | 547:438       | + 109 | 10            | 84               |
| 7.  | Stade Aurillacois            | 30     | 17    | 0      | 13    | 575:518       | + 57  | 8             | 76               |
| 8.  | RC Narbonne                  | 30     | 16    | 0      | 14    | 581:585       | − 4   | 9             | 73               |
| 9.  | Union Bordeaux Bègles        | 30     | 15    | 1      | 14    | 507:501       | + 6   | 10            | 72               |
| 10. | Tarbes Pyrénées Rugby        | 30     | 14    | 0      | 16    | 576:574       | + 2   | 14            | 70               |
| 11. | US Dax (T)                   | 30     | 13    | 2      | 15    | 442:494       | − 52  | 8             | 64               |
| 12. | Stade Montois (T) 1          | 30     | 14    | 2      | 14    | 528:554       | − 26  | 9             | 64               |
| 13. | FC Auch                      | 30     | 9     | 1      | 20    | 472:535       | − 63  | 14            | 52               |
| 14. | Colomiers Rugby              | 30     | 7     | 4      | 19    | 438:623       | − 185 | 9             | 45               |
| 15. | Pays d’Aix RC                | 30     | 6     | 2      | 22    | 426:737       | − 311 | 7             | 35               |
| 16. | CA Lannemezan (F)            | 30     | 3     | 0      | 27    | 347:897       | − 550 | 7             | 19               |

1 Wegen Nichteinhalten finanzieller Verpflichtungen erhielt Stade Montois einen Abzug von 5 Punkten.
Die Punkte werden wie folgt verteilt:
- 5 Punkte bei einem Forfaitsieg
- 4 Punkte bei einem Sieg
- 2 Punkte bei einem Unentschieden
- 0 Punkte bei einer Niederlage (vor möglichen Bonuspunkten)
- −2 Punkte bei einer Forfaitniederlage
- 1 Bonuspunkt bei drei Versuchen mehr als der Gegner
- 1 Bonuspunkt bei einer Niederlage mit weniger als sieben Punkten Unterschied

### Playoff um den zweiten Aufstiegsplatz
Halbfinale
| 15. Mai 2010 19:00 | Atlantique Stade Rochelais | 6 : 3 | US Oyonnax | Stade Marcel-Deflandre, La Rochelle Zuschauer: 12.000 |
| 15. Mai 2010 19:00 | (0:3)                      |       |            | Stade Marcel-Deflandre, La Rochelle Zuschauer: 12.000 |

| 16. Mai 2010 15:00 | Lyon Olympique Universitaire | 29 : 13 | Section Paloise | Stade Vuillermet, Lyon Zuschauer: 4.190 |
| 16. Mai 2010 15:00 | (14:3)                       |         |                 | Stade Vuillermet, Lyon Zuschauer: 4.190 |

Finale
| 23. Mai 2010 16:00 | Lyon Olympique Universitaire | 26 : 32 | Atlantique Stade Rochelais | Stade Amédée-Domenech, Brive Zuschauer: 15.000 |
| 23. Mai 2010 16:00 | (20:15)                      |         |                            | Stade Amédée-Domenech, Brive Zuschauer: 15.000 |